# Uhart-Cize
Uhart-Cize település Franciaországban, Pyrénées-Atlantiques megyében. Lakosainak száma 795 fő (2022. január 1.). Uhart-Cize Arnéguy, Ascarat, Ispoure, Lasse, Saint-Jean-Pied-de-Port és Saint-Michel községekkel határos.

## Népesség
A település népessége az elmúlt években az alábbi módon változott:
| Lakosok száma | 789  | 798  | 823  | 806  | 805  | 803  | 801  | 801  | 795  |
|               | 2014 | 2015 | 2016 | 2017 | 2018 | 2019 | 2020 | 2021 | 2022 |